# Альтштеттен
Альтштеттен (нім. Altstätten) — місто  в Швейцарії в кантоні Санкт-Галлен, виборчий округ Райнталь.

## Географія
Місто розташоване на відстані близько 165 км на схід від Берна, 14 км на схід від Санкт-Галлена.
Альтштеттен має площу 39,5 км², з яких на 13,6% дозволяється будівництво (житлове та будівництво доріг), 60,7% використовуються в сільськогосподарських цілях, 21,1% зайнято лісами, 4,7% не є продуктивними (річки, льодовики або гори).

## Демографія
2019 року в місті мешкало 11 877 осіб (+9,8% порівняно з 2010 роком), іноземців було 28,6%. Густота населення становила 301 осіб/км².
За віковим діапазоном населення розподілялося таким чином: 20,7% — особи молодші 20 років, 60,9% — особи у віці 20—64 років, 18,4% — особи у віці 65 років та старші. Було 5198 помешкань (у середньому 2,3 особи в помешканні).
Із загальної кількості 7184 працюючих 339 було зайнятих в первинному секторі, 2613 — в обробній промисловості, 4232 — в галузі послуг.

## Центр реєстрації біженців
У 2022 році в місті знаходився один з найбільших центрів реєстрації біженців з України. Тут їм надавали їжу (бутерброди, фрукти та напої), консультації, подавали документи на статус S і давали направлення на інше місце проживання.